# Wjaziwok (obwód czerkaski)
Wjaziwok (ukr. В'язівок) – wieś na Ukrainie, w obwodzie czerkaskim, w rejonie zwinogródzkim, w hromadzie Wilszana. W 2001 liczyła 2972 mieszkańców.